# フォッカー Dr.I
フォッカー Dr.I
フォッカー Dr.I
ミュンヘンのドイツ博物館の展示機
- 設計者：ラインホルト・プラッツ
- 製造者：フォッカー
- 運用者：ドイツ空軍
- 初飛行：1917年
- 運用状況：退役。再生産によるレプリカが現役。

フォッカー Dr.I（Fokker Dr.I、Iはローマ数字の1）は、第一次世界大戦中の1917年に、ドイツ帝国のフォッカー社が製作した三枚翼の戦闘機（三葉機）である。
かの撃墜王「レッドバロン」（赤い男爵）ことマンフレート・フォン・リヒトホーフェンも愛用していたことで知られる。

## 概要

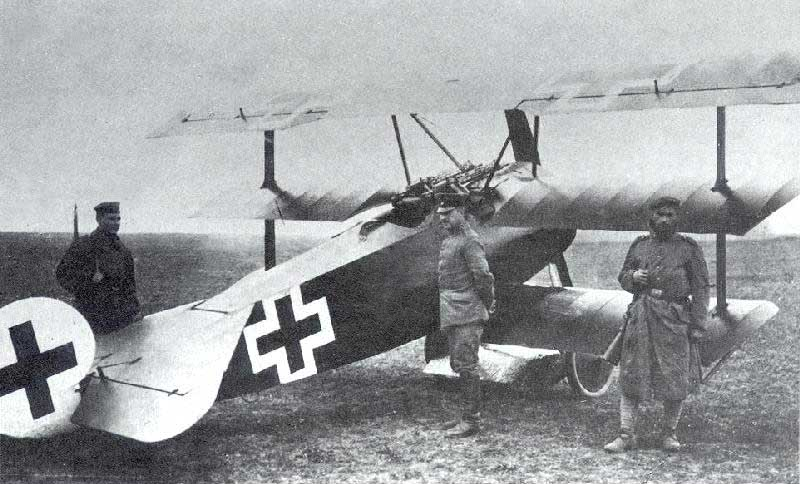
マンフレート・フォン・リヒトホーフェンと駐機中のDr.I

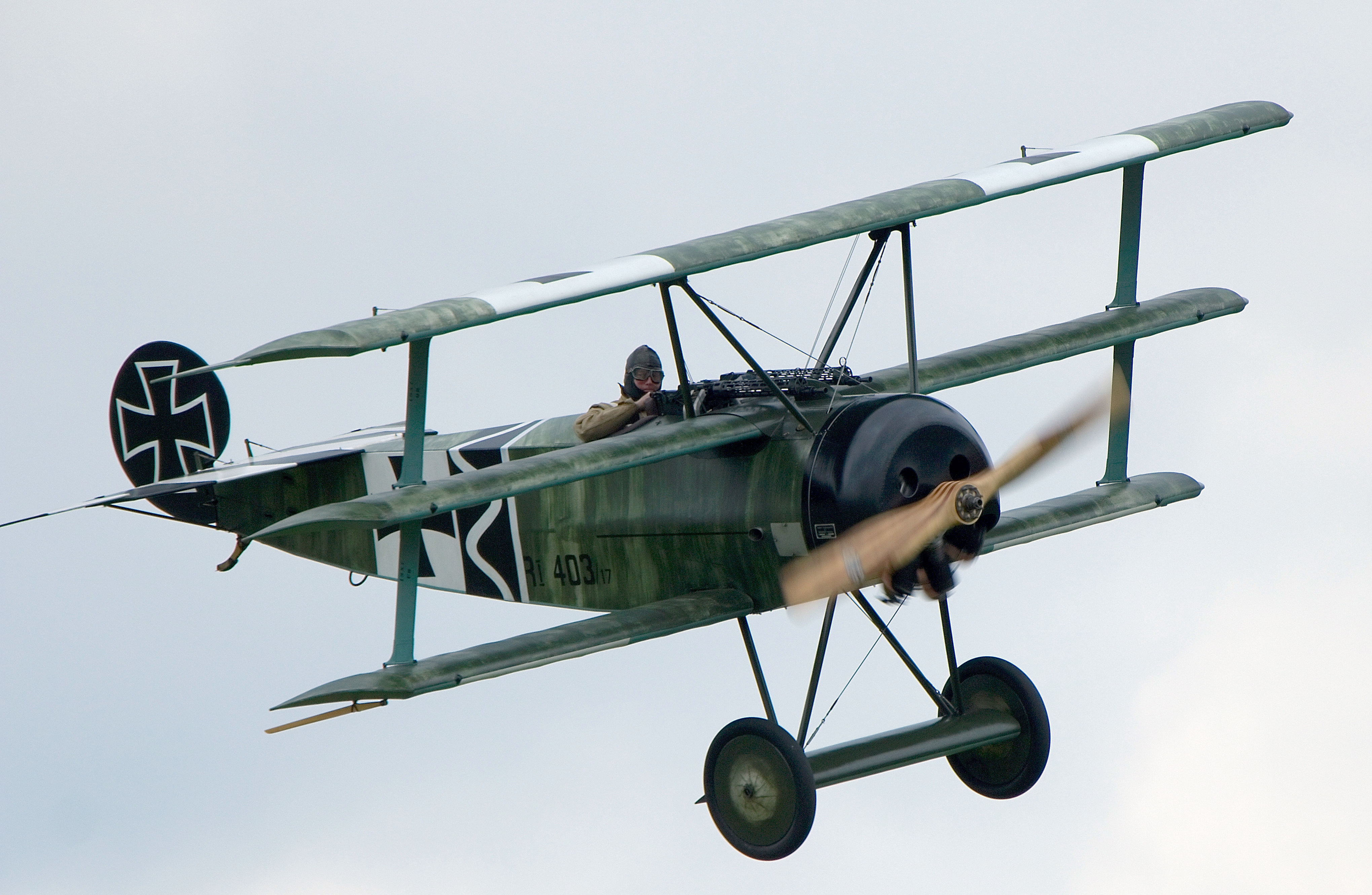
Dr.Iの飛行可能なレプリカの例

フォッカー社の技術者ラインホルト・プラッツが、当時開発中であった複葉戦闘機を、イギリスが開発した三葉戦闘機であるソッピース トライプレーンの性能の高さに影響を受けて三葉機に変更したフォッカー V.4から発展したものである。型式名のうち"Dr."の部分は、Dreidecker（三葉機）を意味している。ただし本機は主脚間にも板を渡して四枚目の翼としており、四葉機に近かった。
ドイツ機では非主流派の回転式空冷星型エンジンを採用した。またエンジンのコントロール（補助スロットル）から機銃の射撃（個別、両方の発射）、クーペボタンまでが操縦桿についているため、右手で操作できた。武装はプロペラの回転と同調するMG08重機関銃（7.92 mmシュパンダウ機銃）を機首に2丁装備した。
最初の量産機では、翼の付け根の強度に不具合があり、その改修に時間がかかったが、コンパクトで翼のアスペクト比が大きく運動性にすぐれ、やや低速ながらも上昇力に優れた機体であった。実際、ソッピース キャメルより抵抗係数は低い。またラダーの踏み込みによる180度キックターンができる唯一の機体であった。
しかし、分厚い三枚翼により視界が悪く、特に離着陸時の機首が上った姿勢では前が全く見えないほどであった。本機が参考としたトライプレーンには、中翼の中央を切り取って視界を確保するなどの工夫が施されていたが、Dr.Iにはそうした視界確保の工夫がほとんど施されていなかった。機首上げ時には主翼の後流に尾翼が巻き込まれやすいこともあり、着陸時の事故が続出した。また、前述のように主翼に構造的な欠陥があった。「レッドバロン」こと撃墜王マンフレート・フォン・リヒトホーフェンの弟で、兄と同様に撃墜王であったロタール・フォン・リヒトホーフェンによれば、本機での急降下中に「突然、上翼が取れて複葉機になってしまった」ことがあったという（ロタールは何とか生還することができた）。
厚みのある三枚翼（および主脚間の四枚目の翼）は機動性を高めたが、空気抵抗を増加させ、速度は複葉機よりも遅かった。また重心が高く安定性が悪かった。主翼には上反角や後退角がないため、ロール（左右）方向への復原力がない。視界の悪さもあいまって、操縦はそれほど容易ではなかった。生産機数は320機（1917年 - 1918年の間）と少なかった。
格闘戦においてはヴェルナー・フォスと複数のイギリス機による戦いが有名。機動力を生かし、数で劣勢ながらも2機を撃墜している。フォスはわずか21日の間に22機を撃墜する快挙を成し遂げている。またマンフレート・フォン・リヒトホーフェンも赤く塗った本機7機を交替使用するなど愛用したため、名機として名を残した。しかしリヒトホーフェンが撃墜された後の1918年の半ばから連合軍機に対して性能的に後れを取り、徐々に退役し始めた。第一次世界大戦終結時には練習機として残るのみだった。

## 要目（1918年）
- 初飛行：1917 年
- 乗員：1 人
- 全長：5.77 m
- 全幅：7.18 m
- 高さ：2.98 m
- 総重量：585 kg（自重405 kg）

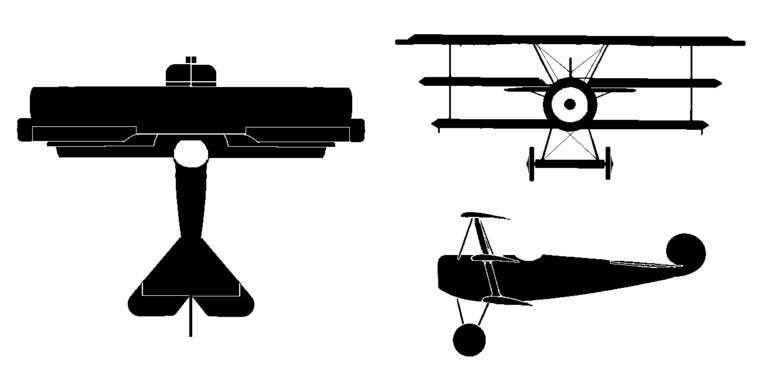
フォッカー Dr.I 三面図

- 最大速度：160 km/h（高度2,800 mで）
- 失速速度：64 km/h
- 上昇力：2,000 mまで3分45秒
- 実用上昇限度：6,000 m
- 飛行時間：1.5 時間
- エンジン：オーバーウルゼル Ur.II空冷回転星型9気筒110馬力エンジン×1基
- 武装：lMG08/15シュパンダウ 7.92mm機関銃×2（前方固定）